# Ernest Nivet
Pour les articles homonymes, voir Nivet.
Ernest Nivet est un sculpteur français né à Levroux (Indre) le 7 octobre 1871 et mort à Châteauroux (Indre) le 5 février 1948.

## Biographie

### Une enfance paysanne (1871-1881)
Né le 7 octobre 1871 à Levroux (Indre), Ernest Nivet offre l’exemple — loin d’être unique dans le cas d’un artiste du XIXe siècle — d’une ascendance paysanne dont son art robuste, en accord avec certains traits de son caractère, restera profondément marqué. Son père, Silvain Désiré Nivet, se louait encore à la journée ou pour une période déterminée, afin d’assurer la subsistance de ses cinq enfants.  
Dans la famille Nivet, les enfants participaient très tôt aux travaux des champs au côté des adultes, le jeune Ernest comme ses frères, bien qu’il fût de santé plus fragile. Plus tard, il puisera son inspiration dans cette expérience originelle, acharné jusqu’à l’obsession à traduire dans la glaise et le plâtre les gestes et les attitudes qui témoignaient à ses yeux de la « peine des hommes » (selon le mot de Georges Lubin) : celle des moissonneurs, des fileuses, des bergers dans les plaines de Levroux. Cette fidélité à une iconographie paysanne doit donc être jugée à la mesure de son authenticité et elle donne un accent de vérité éprouvée au réalisme du sculpteur.

### L’éveil d’une vocation (1881-1891)
À l’âge de dix ans, Ernest Nivet sentit l’appel d’une vocation pour la sculpture comme une évidence qui s’imposait à lui. Accompagnant sa famille à Châteauroux il aurait aperçu dans une niche une Vierge de pitié du XVIe siècle et décidé aussitôt de devenir sculpteur. L’anecdote a peut-être un fond de réalité, mais si on lui prête une signification symbolique, elle donne aussi a posteriori une dimension spirituelle à un choix de vie.
Le jeune garçon entra alors en apprentissage chez un tailleur de pierres, établi en face du cimetière Saint-Denis à Châteauroux. Il suivait simultanément les cours gratuits dispensés le soir à l’École municipale de dessin installée alors dans les bâtiments de l’ancien couvent des Cordeliers. Son professeur de dessin Jean-Baptiste Bourda (1847-1920), originaire du Béarn et ancien élève d’Eugène Devéria, sut développer les qualités de son élève, comme il discerna aussi le talent naissant du dessinateur Bernard Naudin (1876-1946). De cette période datent avec certitude quelques bustes et médaillons essentiellement. Les modèles en étaient des parents proches, des voisins, des amis, premiers essais d’une vocation qui cherchait sans doute confirmation de sa légitimité dans la confrontation avec le réel. 

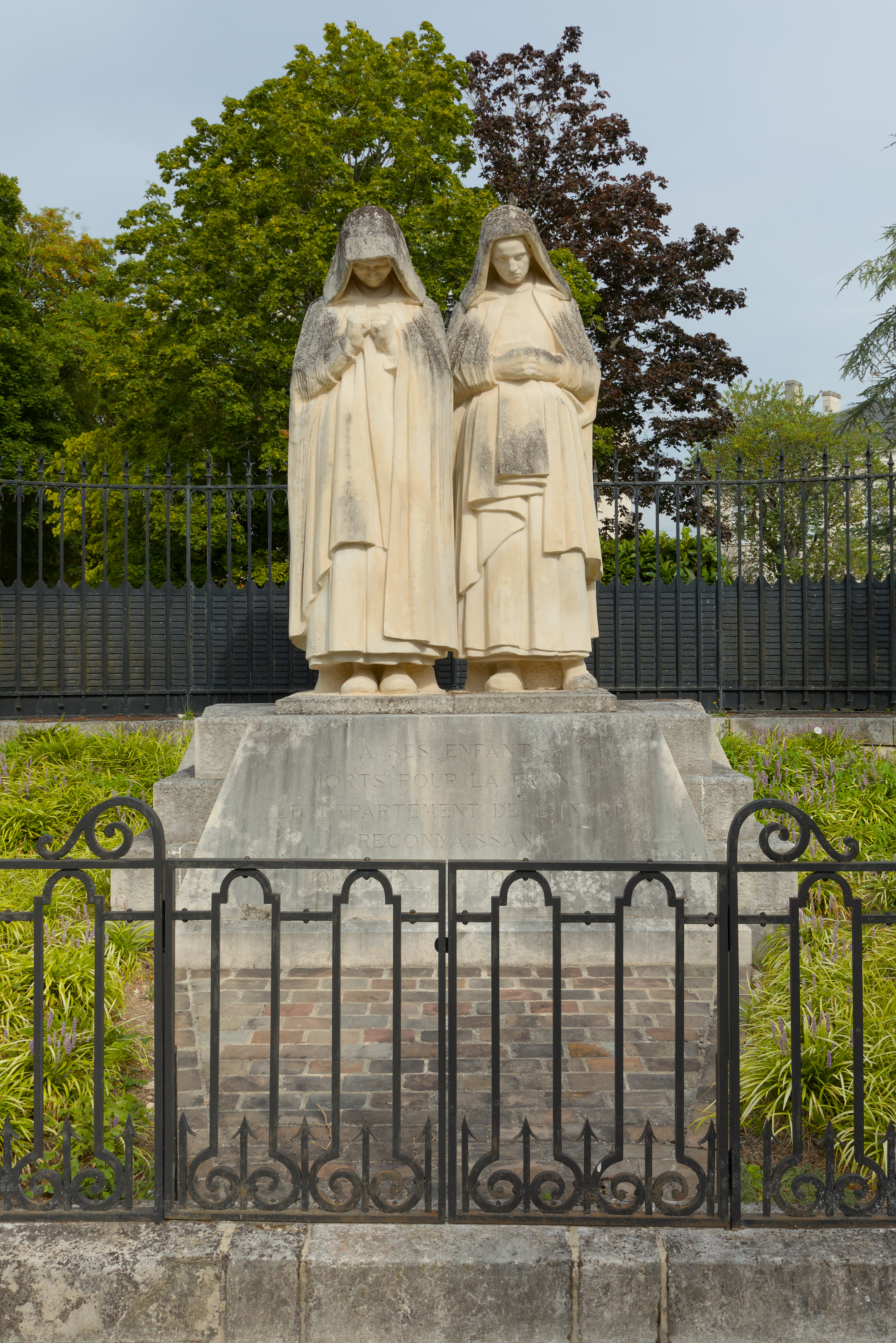
Les Pleureuses, monument aux morts du département de l'Indre (1932).

### L’aventure parisienne (1891-1895): dans l'atelier d'Auguste Rodin
Cédant aux conseils de son maître, Ernest Nivet quitta en 1891 Châteauroux pour Paris où l’attendaient de nombreuses difficultés matérielles avant qu’il pût bénéficier d’une bourse de sa ville natale.
En juin 1891, il fut admis à l’École des beaux-arts dans l’atelier d’Alexandre Falguière, mais l’enseignement qu’on y dispensait le déçut. Un tournant décisif dans sa formation devait bientôt se produire grâce à l’intervention d’un négociant et amateur d’art castelroussin, Georges Lenseigne, qui comptait Auguste Rodin parmi ses relations parisiennes. Il montra au maître des photographies de la Tricoteuse debout achevée depuis peu par le jeune homme. Fort de cette recommandation, Nivet fut bientôt engagé par le maître comme praticien dans son atelier du dépôt des marbres du 182, rue de l’Université. Avec l'interruption imposée par le service militaire — réduit à un an pour les ouvriers d’art —, le jeune homme devait y rester jusqu’en mai 1895. 
Nivet côtoya alors Camille Claudel, François Pompon, avec qui il gardera des liens d’amitié toute sa vie. De nombreuses lettres adressées à Jean-Baptiste Bourda témoignent du climat de tension permanente créé par la personnalité écrasante du grand sculpteur et du travail intense qui régnait dans son atelier, en ces années de la genèse du Balzac et de l’achèvement des Bourgeois de Calais. Nivet tira un énorme profit des enseignements de Rodin, apprenant à ses côtés la science du modelé, développant une connaissance parfaite de l’anatomie, maîtrisant la taille du marbre. Mais ses recherches personnelles se trouvèrent limitées de fait à quelques études de paysans, exécutées lors de brefs retours à Châteauroux. Dans le même temps son caractère farouchement indépendant étouffait de plus en plus sous l’autorité de Rodin et sa santé s’en ressentait.
Rodin était visiblement satisfait de son jeune praticien puisqu’un contrat de cinq ans fut signé entre eux le 18 avril 1894. Pourtant, hanté par l’idée de rentrer au pays et en dépit des conseils de ses amis, Nivet devait le dénoncer un an plus tard.

### Le retour en Berry et la participation au Salon (1895-1914)

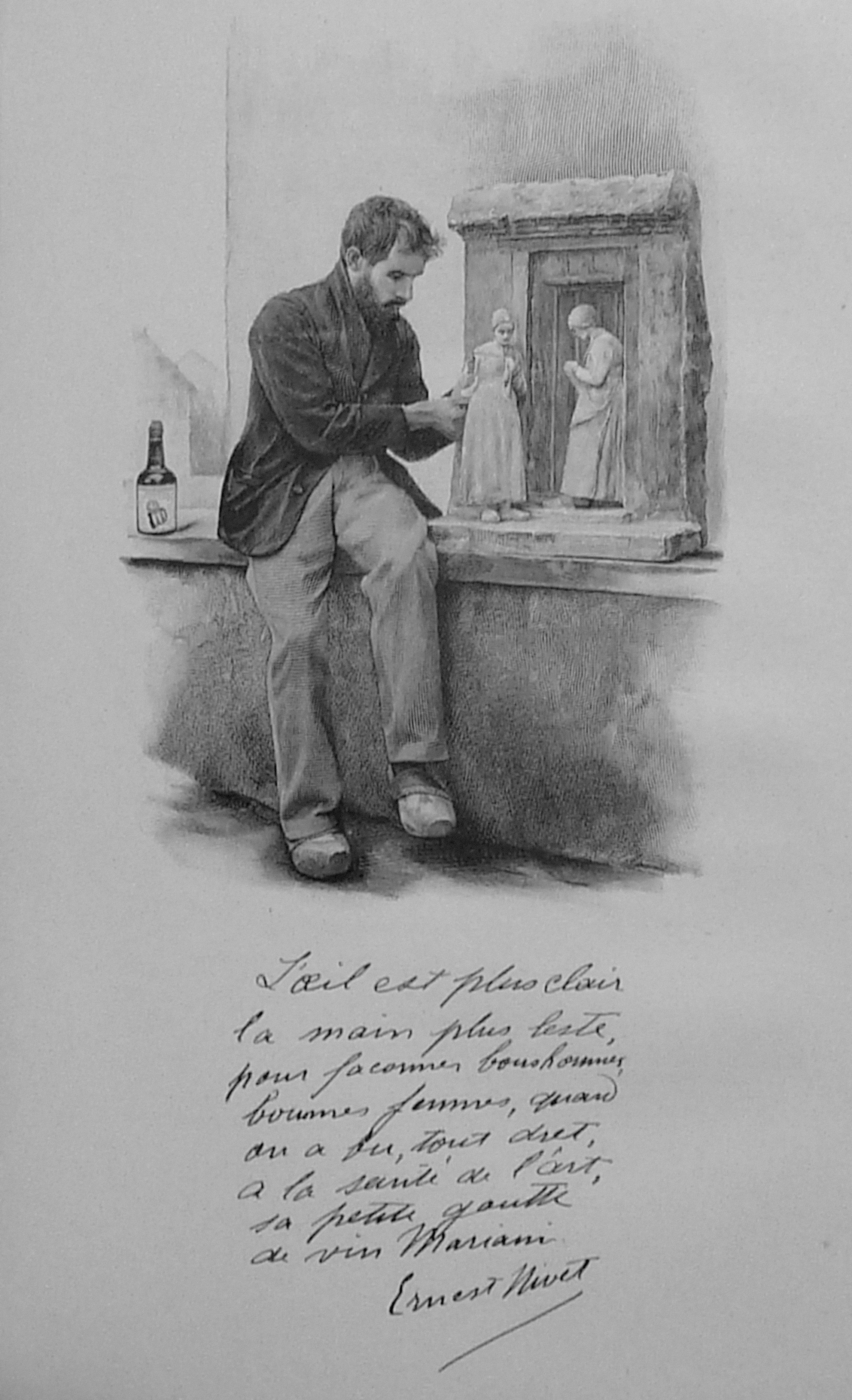
Publicité pour les vins Mariani (Album Mariani, 1908). Portrait gravé d'Ernest Nivet.

À Châteauroux, Ernest Nivet connut de grandes difficultés matérielles en s’efforçant de vivre de son art, désormais loin de Paris où se forgeaient les réputations. Son retour suscita des commentaires malveillants, mais il fut soutenu par quelques amis fidèles qui l’aidèrent à vaincre des accès de découragement. Dans un premier temps des commandes de bustes lui permirent de survivre. Des expositions locales et une participation régulière au Salon des artistes français allaient lui permettre d’améliorer sa situation en accédant à une certaine notoriété. En 1899, Nivet se vit accorder sa première commande publique importante, le Monument aux morts de la guerre de 1870 du canton de Buzançais, qui fut suivi en 1911 par celui d'Issoudun.
Travailleur acharné, toujours insatisfait, le jeune sculpteur mûrissait lentement ses projets les plus ambitieux, ceux qu’il envoya au Salon à partir de 1897, lorsque fut admise sa Tricoteuse. Il passa bien des nuits dans son atelier, dans le froid et la solitude, à achever dans les délais une œuvre promise, en quête d’une vérité insaisissable, cherchant à « exprimer le plus possible dans le moins possible » selon la maxime écrite sur l’un des murs de son atelier. Sur près de vingt ans on enregistre un total de quinze participations, qui lui valurent la reconnaissance des critiques d’art, des pouvoirs publics et des amateurs. Après la Tricoteuse (1897), la Fileuse (1898), le Bricolin (1899), la décennie 1903-1913 apparaît comme une période d’intense activité artistique et de passage à un mode d’expression où la recherche plastique se conjugue à l’ampleur de la conception. C’est le temps du Faucheur (1903), du Berger Debout (1904), acheté par l’État qui commanda une réplique en pierre du plâtre d’origine, des Derniers Jours (1905), du Berger couché (1906), à coup sûr l’œuvre la plus populaire de Nivet, d’une nouvelle Fileuse (1907), de la Javeleuse (1908), de la Femme cousant (1910), des Moissonneurs (1911), des Femmes au puits et du Berger couché sur le dos avec son chien (1912). 
Dans ces œuvres d’inspiration paysanne, à la suite de Jean-François Millet, Jules Dalou ou Constantin Meunier, on ne sent aucune nostalgie, encore moins une vision idéalisée du monde paysan : le sculpteur cherche avant tout à fixer des gestes, des démarches, des attitudes dont le sens lui apparaissait profondément humain. Ses statues expriment les efforts prolongés et l’extrême fatigue, le labeur quotidien et l’évasion dans le songe et c’est ainsi qu’elles atteignent à l’universel.

### La Première Guerre mondiale et les monuments aux morts (1914-1924)
Nivet était en train d’acquérir une parfaite maîtrise de l’expression monumentale lorsque sa carrière fut interrompue par la Première Guerre mondiale. Il fut mobilisé de 1915 à 1916 dans la réserve de la territoriale comme sapeur sur le front de l’Aisne. Cette expérience de la guerre, les disparitions au cours de la même année 1917 de son père, de sa femme, de son ancien maître Rodin avec lequel il avait continué d’entretenir d’excellentes relations, allaient nourrir chez le sculpteur berrichon une inspiration douloureuse. 
À la rêverie tranquille des Bergers, à l’infinie patience des Tricoteuses ou Fileuses d’avant guerre allaient succéder la méditation tragique et le désarroi des combattants, l’accablement des mères et des épouses dans des monuments aux morts d’une grande intensité expressive.
Plusieurs villes de l'Indre offrent ainsi quelques figures bouleversantes, qui tranchent sur la production en série ou l’exaltation du sacrifice assez communément répandue dans ce type de monument. L’appel insistant au souvenir y devient proclamation pacifiste, dénonciation de la guerre, de toutes les guerres. 
Tels sont le Poilu de Levroux (inauguré en 1922), celui d’Eguzon et La Berrichonne de La Châtre (inaugurés en 1923), le Monument du souvenir de Châtillon-sur-Indre (inauguré en 1925), les différents projets pour le monument du département à Châteauroux qui aboutirent seulement dans la décennie suivante. Une réplique de la statue de la Châtre fut commandée pour la ville d’Hattonchâtel (Meuse), reconstruite grâce à la générosité d’une bienfaitrice américaine Belle Skinner, et inaugurée en 1923 par le président Poincaré. 
Durant cette période, Ernest Nivet n’avait pas cessé de réaliser des bustes de personnalités locales et celui qui est peut-être son chef-d’œuvre, le buste d’un religieux franciscain, le Père Thaddée (1924). L’heure était arrivée d’une consécration officielle du talent de Nivet : en 1923, il obtint enfin une médaille d’or au Salon des artistes français pour la maquette de la Berrichonne et il fut nommé chevalier de l'ordre national de la Légion d'honneur, l’année suivante, par décret du 13 août,.

### Renouvellement et fidélité à soi-même (1925-1948)
Jusqu’à la Seconde Guerre mondiale, le sculpteur honora de nombreuses commandes publiques ou émanant de comités locaux. Le conseil général de l'Indre ayant enfin fixé son choix sur le projet des Pleureuses, le monument aux morts du département put être inauguré en 1932. Cinq ans plus tard, le 31 janvier 1937, était dévoilé à son tour, avec 17 ans de retard, le monument du chef-lieu, en présence du ministre des Affaires étrangères Yvon Delbos. Fidèle à son inspiration de toujours, Nivet représente ici un poilu, tête nue, amputé d’un bras et borgne, accueilli par sa mère qui l’étreint avec désespoir en le voyant mutilé. 
Ernest Nivet exécuta encore le médaillon de Raoul de Déols en 1937 pour célébrer le millénaire de la Ville de Châteauroux et le buste du poète Gabriel Nigond érigé au Jardin Public en 1938 : tous deux devaient être envoyés à la fonte par le régime de Vichy. Parallèlement, le sculpteur répondait à des commandes privées, comme la Berrichonne en prière ornant la tombe de Michel Guillemont (1929), ou la Sainte Léonide réalisée à la demande de l’abbé Berger pour sa maison de Rouvres-les-Bois (vers 1930). On peut encore citer le fronton de la Coopérative des éleveurs de l’Indre à Châteauroux (vers 1934). 
La plupart de ces œuvres témoignent d’une évolution où la fidélité à des thèmes est l’occasion d’une recherche plastique vers toujours plus de dépouillement et de concentration sur les valeurs propres de la sculpture. Et en 1937, le sculpteur recevait son ultime récompense, le grand prix à l’Exposition internationale des arts et des techniques.
La guerre interrompit une seconde fois la carrière d’Ernest Nivet, qui continua pourtant à travailler avec acharnement dans son atelier jusqu’à la fin de sa vie : il réalisa alors le buste de Joseph Patureau-Mirand  (1941), celui d’Ida Brandt (1943), peintre suisse qui elle-même peignit un portrait de Nivet. Il travaillait à la maquette d’un Monument de la Déportation, ébauchée en 1947, lorsqu'il mourut le 5 février 1948 à son domicile, rue Fontaine-Saint-Germain à Châteauroux, où il est enterré au cimetière Saint-Denis de Châteauroux sous une statue de sa main (voir plus bas).

## Œuvres

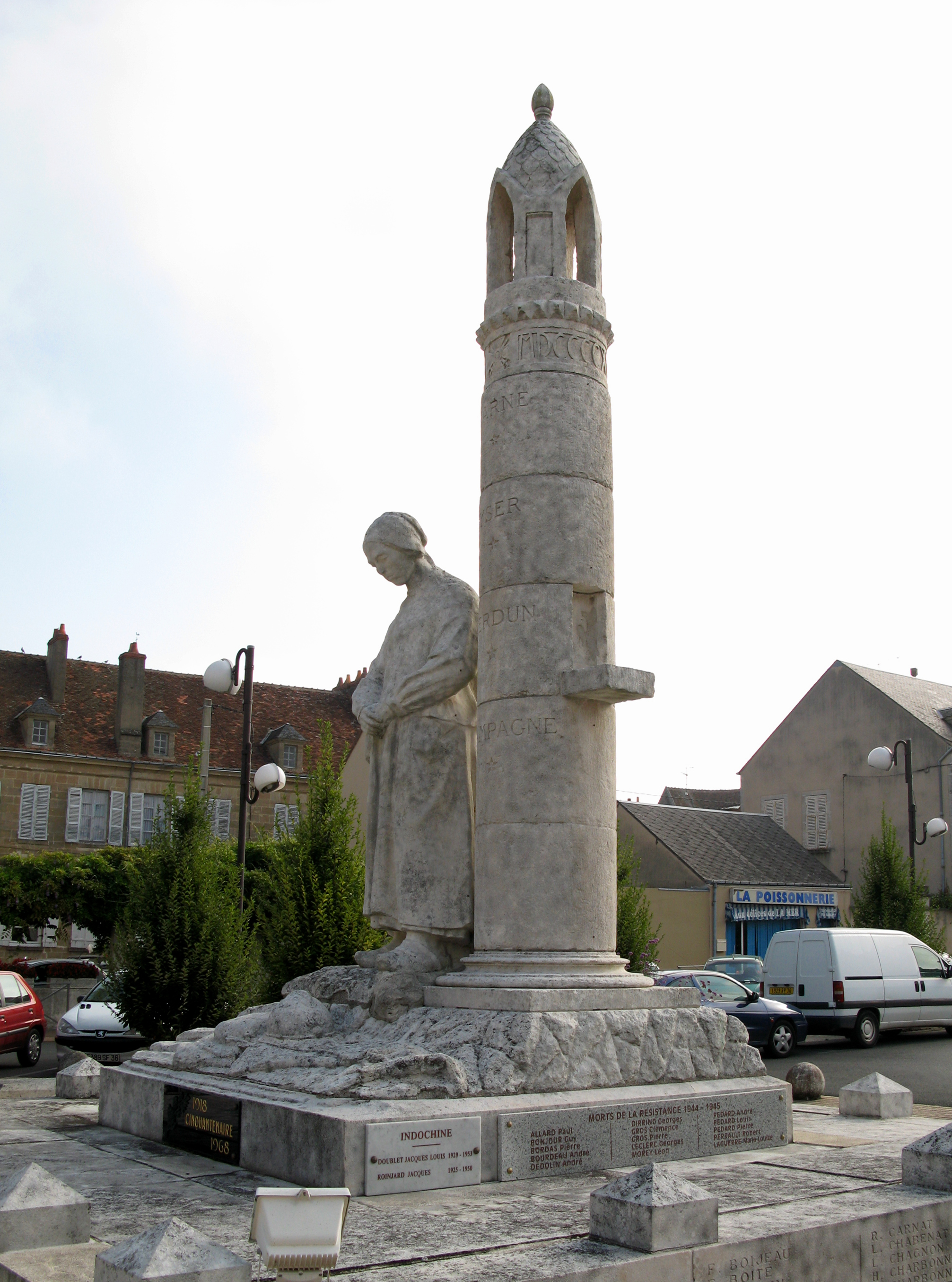
Monument aux mortsde La Châtre.

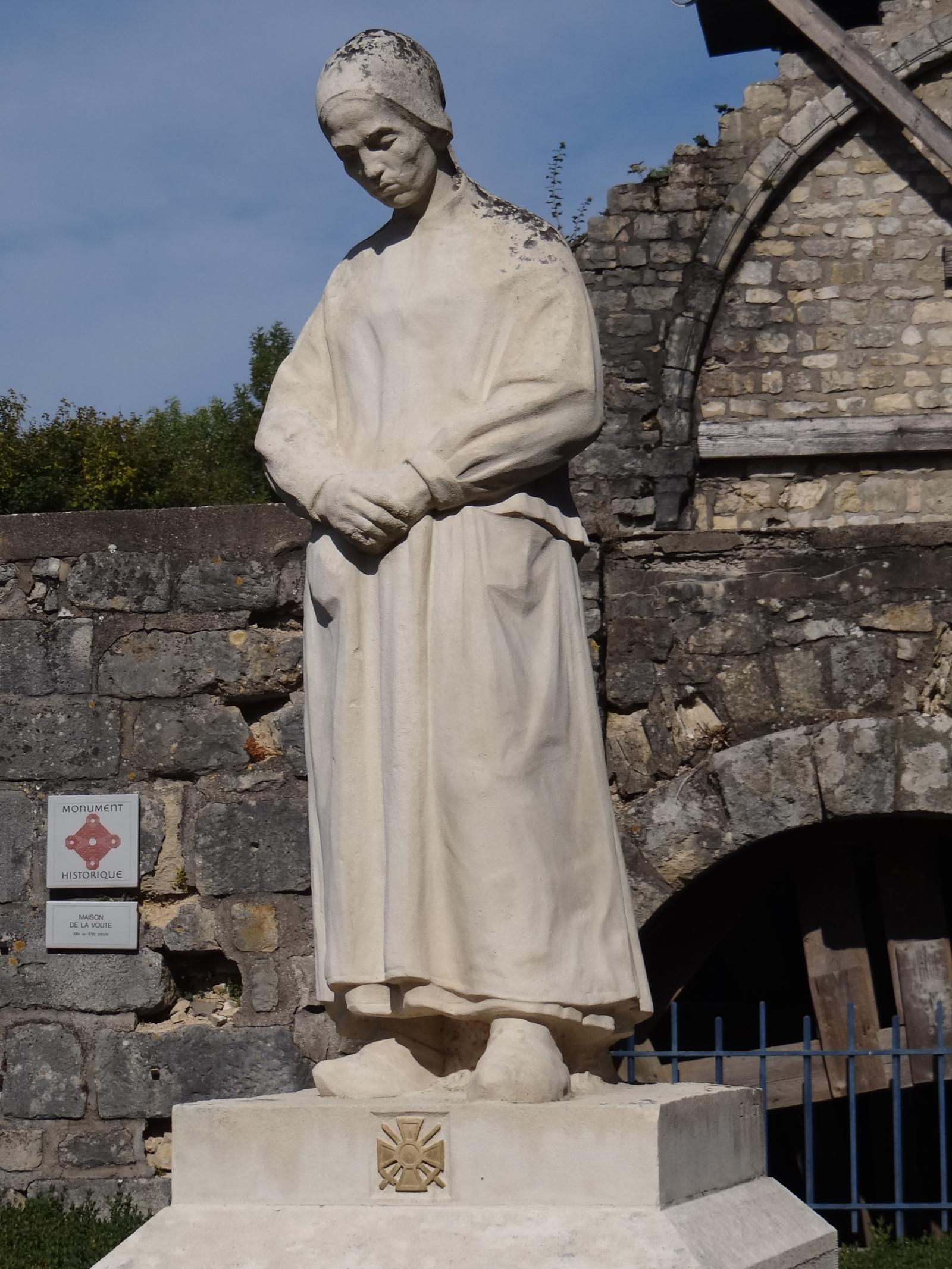
Monument aux morts d'Hattonchâtel.

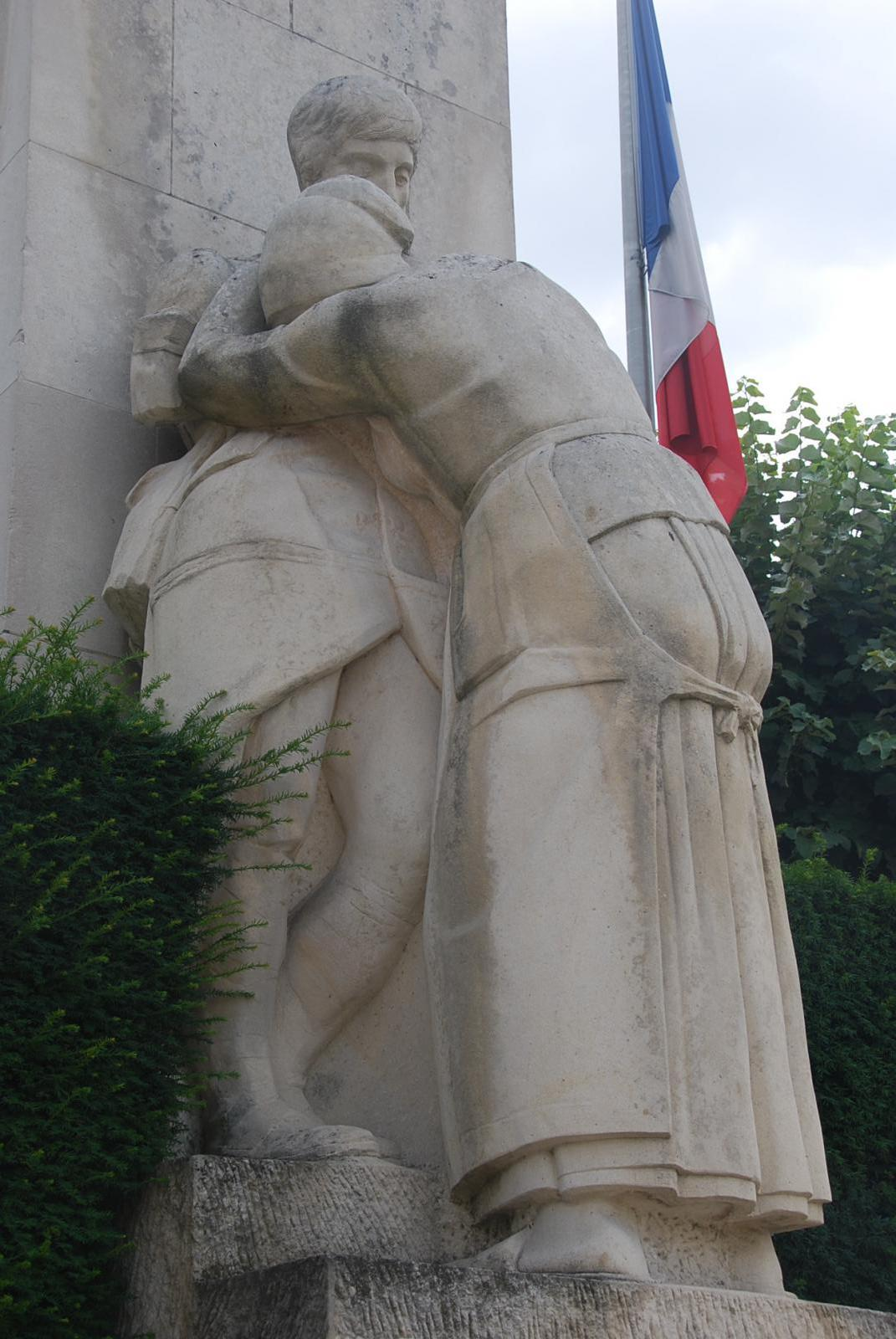
Monument aux morts de Châteauroux (détail).

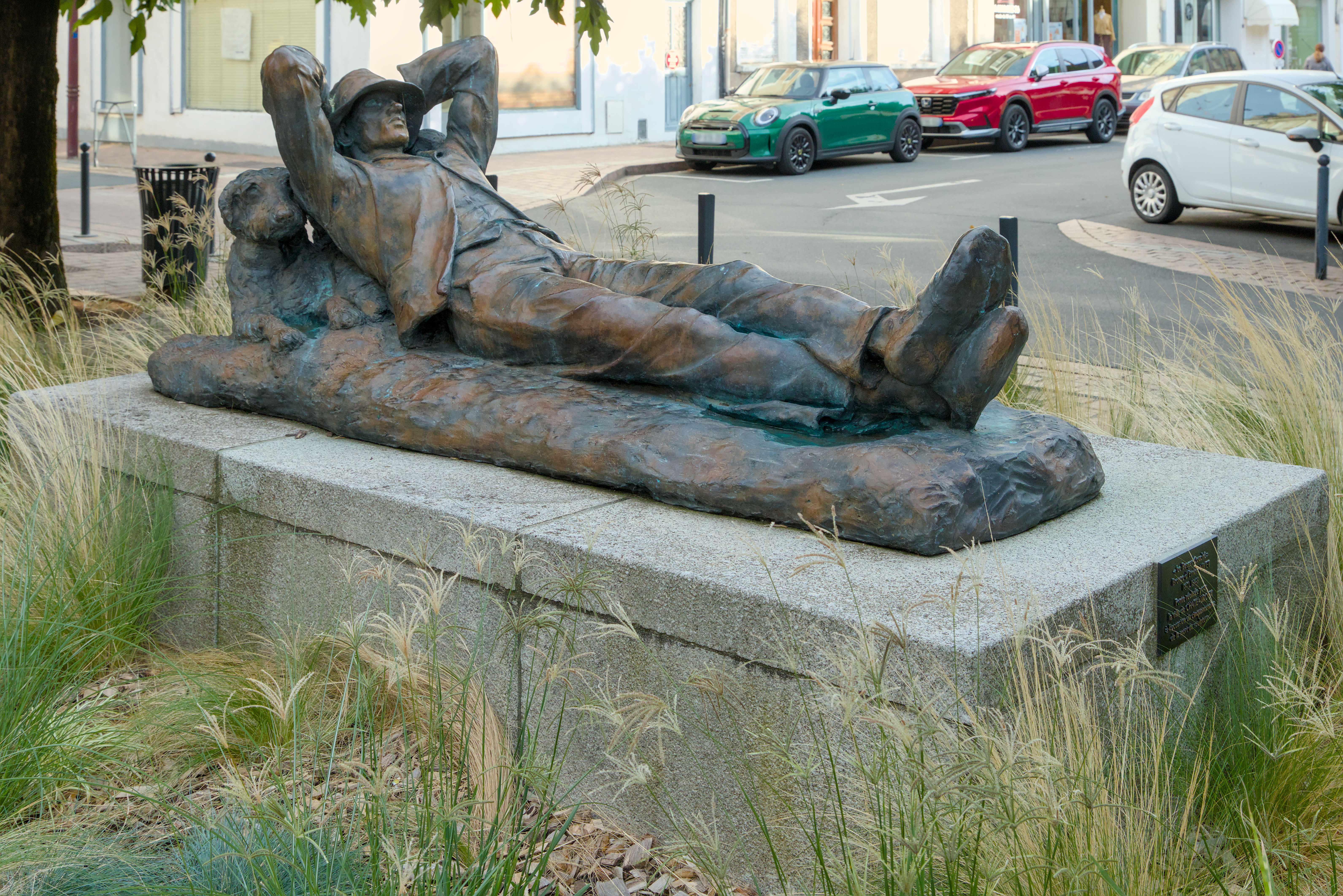
Le Berger couché avec son chien, Châteauroux, place Saint-Cyran.

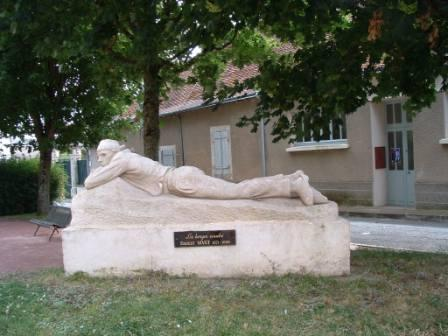
Le Berger couché, Levroux.

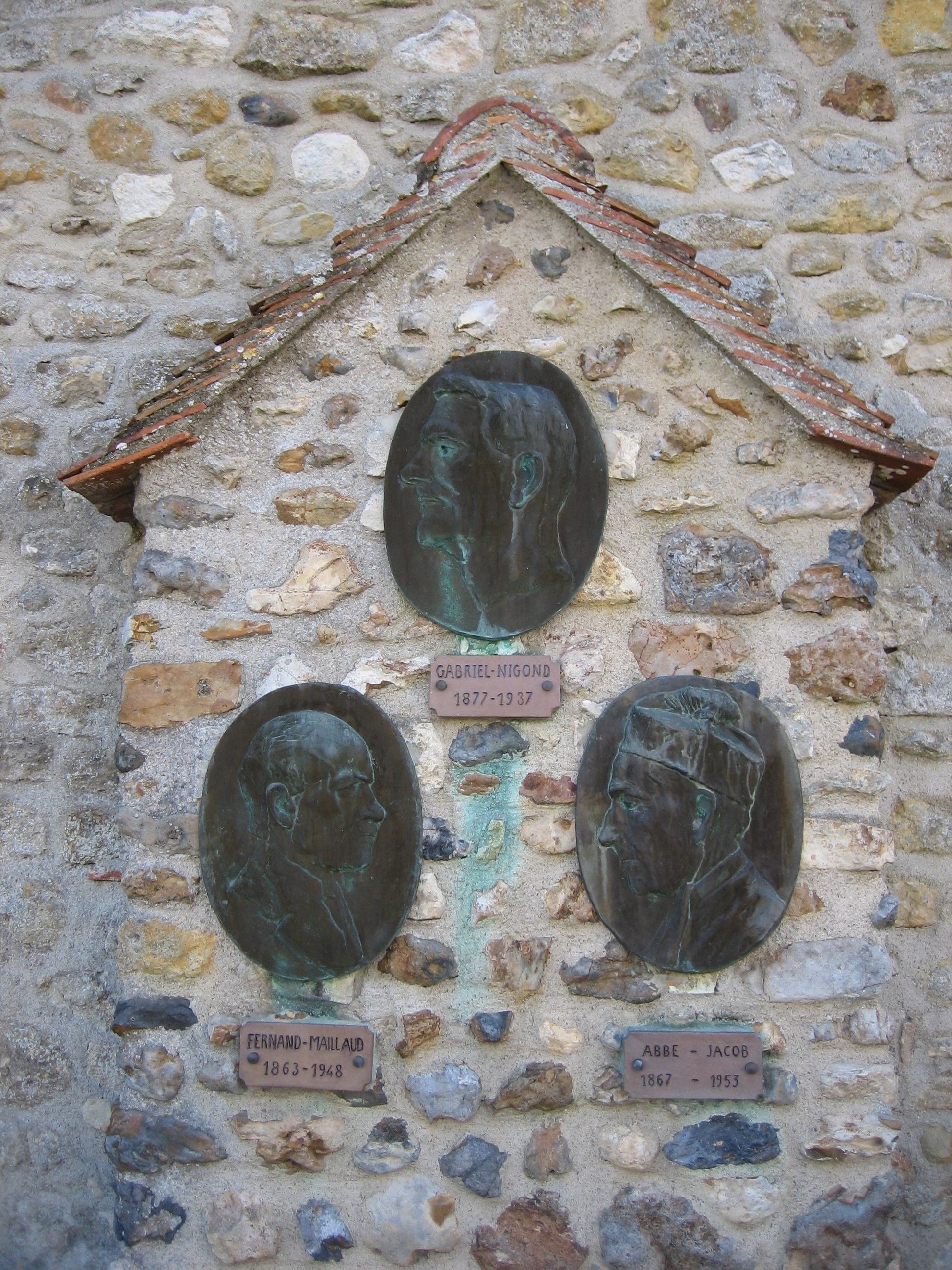
Gabriel Nigond, Fernand Maillaud et L’Abbé Émile Jacob (1947), médaillons, église de Verneuil-sur-Igneraie.

Source : Francesca Picou-Lacour et Lucien Lacour, Sur les pas d’Ernest Nivet dans l’Indre, œuvres de plein air (1899-1947), 1998.
- Ardentes : plaque en bronze du pharmacien Stanislas Limousin, 1939.
- Buzançais : Monument aux morts de la guerre de 1870, dit La Pleureuse, inauguré le 28 octobre 1900. Il représente une paysanne en deuil, la tête enfouie dans son bras appuyé sur une stèle et tenant dans l'autre main une couronne mortuaire.
- Châteauroux :
  - cimetière Saint-Christophe : Berrichonne en prière, 1929. Grand prix international de sculpture en 1937.
  - cimetière Saint-Denis : Les Derniers Jours, version en pierre réalisée entre 1917 et 1919 de l'original présenté en 1905 au salon des Artistes français ; ce haut-relief orne aujourd'hui la tombe du sculpteur.
  - conseil départemental de l'Indre : Berger debout, 1904.
  - Jardin Public : Monument à Gabriel Nigond, 1938, le buste en bronze, envoyé à la fonte par le régime de Vichy[11] a aujourd'hui disparu.
  - Musée Bertrand :
    - Buste de vieille femme (« Ma grand-mère »), 1889 ;
    - Tricoteuse, 1891 ;
    - Bricolin, 1899 ;
    - Ravaudeuses, 1901 ;
    - Javeleuse, 1908 ;
    - Berger couché, Salon de 1912, modèle en plâtre ;
    - Paysanne tricotant, 1913 ;
    - Étienne Poisson, 1913, buste en bronze ;
    - maquette du monument aux morts de 1914-1918 du département de l'Indre non réalisé sous cette forme, 1924.
    - Père Thaddée Ferré, 1924, buste en plâtre ;
    - Abbé Victor Huguenot, 1928, buste en plâtre ;
    - étude d'une tête de la mère de l'artiste, c. 1930 ;
    - maquette en plâtre de la statue de Sainte Léonide, après 1930.
    - Médaillon en plâtre de Raoul de Déols, 1937, modèle de l'oeuvre en bronze placée sur la mur de la préfecture, envoyé à la fonte par le régime de Vichy[12].
    - Gabriel Nigond, modèle en plâtre du bronze fondu, 1934.
    - Abbé Ferdinand Gervais, plâtre, 1941 ;
    - étude pour une tête de Maximilien de Béthune duc de Sully, c. 1943 ;
    - Maquette d'un Monument à la Déportation, plâtre, 1947.

  - place de la Victoire-et-des-Alliés : monument aux morts de la guerre de 1914-1918 du département de l’Indre, Les Pleureuses, 1932, groupe en pierre.
  - place Saint-Cyran : Berger couché sur le dos avec son chien, 1997, bronze d'après le modèle en plâtre de 1912[13]..
  - rue de la Poste, ancien immeuble de l'Association des éleveurs, agriculteurs et viticulteurs de l'Indre : fronton, 1934.
  - place La Fayette : Monument aux morts de la guerre de 1914-1918 de la ville de Châteauroux, 1937.
- Châtillon-sur-Indre, cimetière : Monument du Souvenir, 1925.
- Éguzon-Chantôme : Monument aux morts de la guerre de 1914-1918, 1923.
- Hattonchâtel : Monument aux morts de la guerre de 1914-1918, 1923. Variante du monument de La Châtre, sans la lanterne des morts.
- Issoudun : Monument aux morts de la guerre de 1870, 1911.
- La Châtre : Monument aux morts de la guerre de 1914-1918, 1923. La statue réalisée par Nivet représente une paysanne en costume de travail, tête baissée, les mains croisées, dans une attitude de prière et de recueillement. Les architectes du monument (Gaud et Grellier) ont enrichi le dispositif d'une lanterne des morts et de la dépouille d'un soldat réduit à un casque et une capote. La statue de celle qu'on appelle familièrement la Berrichonne obtint la médaille d’or au Salon des artistes français la même année.
- Levroux :
  - Monument aux morts de la guerre de 1914-1918, 1922.
  - place de l'Hôtel de ville : Le Berger couché, pierre, le berger couché sur le ventre. Offert à la ville de Levroux par maître Bouillon[14].
  - collégiale Saint-Silvain : crucifix en plâtre, demeuré inachevé et déposé après la mort du sculpteur.
- Paris, musée des Arts décoratifs (aujourd'hui en dépôt au musée Camille-Claudel de Nogent-sur-Seine) : Femme cousant, bronze, 1910.
- Velles : Les Labours de Forges, après 1901, bas-relief en grès réalisé par les établissements Emile Müller .
- Verneuil-sur-Igneraie, mur de l'église : Gabriel Nigond, Fernand Maillaud et l’Abbé Émile Jacob, 1947. médaillons en bronze.

- Localisation chez des particuliers :
  - Bernard Naudin, 1890, buste.
  - Jeanne Guillemont, 1898, buste.
  - Faucheur, 1903.
  - Jules Chevalier, père fondateur des missionnaires du Sacré-Cœur de Marie, 1907, buste en marbre.
  - Moissonneurs, 1911.
  - Roger Cazala, 1921, buste en bronze.
  - Magdeleine Guillaume, buste en marbre.
  - Eugène Charasson, c. 1930.
  - Sainte Léonide, vers 1934, statue en pierre.
  - Monseigneur Auvity, c. 1937, buste en marbre.
  - Joseph Patureau-Mirand, 1941, buste en bronze, médaille d'honneur au salon des Artistes français de 1946.
  - Ida Brandt, c.1943, buste en plâtre.

## Salons et expositions
- Salon des artistes français de 1897, 1898, 1899, 1903, 1904, 1905, 1906, 1907, 1908, 1909, 1910, 1911, 1912, 1913, 1914, 1923, 1924, 1925, 1933,1938 et 1946.
- Salon des Tuileries de 1924.
- Salon d'hiver en 1946 et 1947 (Cinquantenaire).
- Rétrospective Ernest Nivet (1871-1948) à Châteauroux, Musée Bertrand, 1972[15].
- Rétrospective Ernest Nivet à La Châtre, hôtel de Villaines, 1994.
- Rétrospective Ernest Nivet ou la fidélité à soi-même à Châteauroux, archives départementales de l'Indre, 2008-2009[16].
- Rétrospective Ernest Nivet : de l’atelier de Rodin au Berry au château d’Ars du 1er mai au 25 septembre 2011[17].
- Nivet et ses amis à Châteauroux, Musée Bertrand, du 30 juin au 30 décembre 2018.

### Filmographie
- « Ernest Nivet, sculpteur de la peine des hommes », 1996, réalisé par Claude-Olivier Darré, produit par Lancosme-Multimedia. Nombreux interviews de personnalités aujourd'hui disparues ayant connu le sculpteur.
- « D'âmes et de pierre », 2015, réalisé par Pascal Guilly, produit par TGA production et France télévisions. Ce film suit de manière originale l'itinéraire artistique d'Ernest Nivet en intégrant interviews, œuvres et images d'archives.